# 朝鮮語の文法
朝鮮語の文法（ちょうせんごのぶんぽう）では朝鮮語の文法を概説する。朝鮮語の語順は述語が最後に置かれるSOV言語であり、修飾語が被修飾語の前に置かれる主要部後置言語である。文法的意味は助詞や語尾が付属されることによって表され、膠着語的性質を持っている。また日本語と同じように聞き手や話題中の人物との関係を表す待遇表現（敬語）が文法カテゴリーとして体系化していることも大きな特徴である。
以下では韓国の規範文法である学校文法を中心に記述する。

## 品詞
韓国の学校文法では名詞・代名詞・数詞・助詞・動詞・形容詞・冠形詞・副詞・感嘆詞という9つの品詞を設けており、さらに文法成分として体言・関係言・用言・修飾言・独立言を設けている。なお動詞の活用形を作る語尾は、日本の学校文法では助動詞・助詞（接続助詞）という名で品詞分類されているが、韓国では動詞に付属した要素として品詞は立てられない。
- 体言 - 文章の主体となることができ、事物の実体を指す語の集合。用言と対立する概念である。活用のない不変語。
  - 名詞
  - 代名詞
  - 数詞 - 日本語同様、漢字語と固有語の2種類がある。
- 関係言 - 主に体言の後ろに結合して、述語との文法的関係を表したり（格助詞）、特別な意味を追加したり（補助詞）、二つの単語を同格で結んだり（接続助詞）する単語の集合をいう。主として活用のない不変語であるが、叙述格助詞の「이다」（ida）（名詞述語文を結ぶコピュラ。日本語の「だ」に相当）だけは特殊な語として活用する。
  - 助詞
    - 格助詞 - 主格助詞（이/가, 께서, 에서）、叙述格助詞（이다）、目的格助詞（을/를）、補格助詞（이/가）、冠形格助詞（의）、副詞格助詞（에, 에게, 에서, 보다, 로, 와, 라고…）、呼格助詞(아/야)
    - 補助詞 - 은/는, 도, 만, 뿐, 까지, 조차, 부터, 마다, (이)야, (이)나…。日本語文法の係助詞・副助詞に相当。
    - 接続助詞 - 과/와, 에다, 하고 (이)며, (이)랑…。日本語文法の格助詞のうち同格を表す「と」などに相当。日本語文法の接続助詞とは異なる。
- 用言 - 文章の主語を叙述する機能をになう動詞・形容詞を総称したもの。活用をする可変語であり、日本語と同じく語幹をあまり変化させず、拘束形態素である語尾を繋げていく方法による活用である。
  - 動詞
  - 形容詞
- 修飾言 - 後続する語を修飾する機能しかもたない語の集合。活用のない不変語。
  - 冠形詞 - 日本語文法の連体詞に相当する。
  - 副詞
- 独立言 - 感情や呼応などを直接表現する語の集合。活用のない不変語であり、助詞とも結合しない。
  - 感嘆詞

## 活用

### 活用形
朝鮮語の活用は用言（動詞・形容詞）と叙述格助詞（名詞述語文を作るコピュラ。日本の朝鮮語学では指定詞などと呼ばれる）にある。活用によってできた語形を活用形と呼び、活用形は文が言い切れる形か、そうでないかで終結形と非終結形に分けられている（日本の6活用形のような語幹直後の音声的な形態によっては細分されない。文法的意味を表す部分までを含めて語形と考えている）。非終結形は節を構成したり連用接続したりするのであるが、その機能によりさらに連結形と転成形に分けられる。連結形は並列節や従属節をつくって主節につなげたり、補助用言に連なる形を分類し、転成形は名詞節や修飾節を作る形を分類している。また活用形は語の意味を表す独立形態素である語幹と文法的関係を表す拘束形態素の語尾によって構成されており、語尾は語を完成させる語末語尾と語末語尾を後続させなければ語を完成できない先語末語尾に分類される。なお文法的意味や語形態は語尾や補助用言を分類することによって説明される。
もし日本の活用形をこのような分類に入れるならば、終止形と命令形は終結形、仮定形は連結形、連体形は転成形、連用形は連結形か転成形に分類されることになるだろう。
また学校文法では語幹に-다{-da}をつけた語形態を、活用形とは区別される基本形としており、ほとんどの国語辞典がこれに従って項目を立てている。

### 語幹と語尾の結合
語幹の末音が子音であるものと母音であるもので異なった結合の仕方をする。
| 語尾      | 語幹                 | 語幹               | 語幹             | 語幹             | 語幹             | 特徴 |
| 語尾      | 子音幹               | ㄹ幹               | 母音幹           | 母音幹           | 母音幹           | 特徴 |
| 語尾      | -                    | ㄹ脱落             | -                | 同音脱落         | 으脱落           | 特徴 |
| --------- | -------------------- | ------------------ | ---------------- | ---------------- | ---------------- | --- |
| 基本形    | 먹다 モクタ (食べる) | 알다 アルダ (知る) | 보다 ポダ (見る) | 가다 カダ (行く) | 쓰다 スダ (使う) | |
| 単純結合  | 먹고 モッコ          | 알고 アルゴ        | 보고 ポゴ        | 가고 カゴ        | 쓰고 スゴ        | 語尾は母音語幹に対してはそのまま結合するが、子音語幹と結合するときはそのまま結合するものと、媒介音が挿入（epenthesis）されるものがある。挿入される音はほとんどが母音으（ウ）と決まっているが、特殊なものでは습/ㅂ니다の스ように子音sが伴うものもある。また音挿入のないㄴ(n)で始まる語尾の前では語幹の末子音が鼻音化する。なおㄹ語幹の場合はこの規則に当てはまらず、そのまま結合して으も挿入されない。さらにㅅ(s), ㅂ(p), ㄴ(n), 오(o)で始まる語尾の前ではㄹが脱落する。 |
| 単純結合  | 먹는 モンヌン        | 아는 アヌン        | 보는 ポヌン      | 가는 カヌン      | 쓰는 スヌン      | 語尾は母音語幹に対してはそのまま結合するが、子音語幹と結合するときはそのまま結合するものと、媒介音が挿入（epenthesis）されるものがある。挿入される音はほとんどが母音으（ウ）と決まっているが、特殊なものでは습/ㅂ니다の스ように子音sが伴うものもある。また音挿入のないㄴ(n)で始まる語尾の前では語幹の末子音が鼻音化する。なおㄹ語幹の場合はこの規則に当てはまらず、そのまま結合して으も挿入されない。さらにㅅ(s), ㅂ(p), ㄴ(n), 오(o)で始まる語尾の前ではㄹが脱落する。 |
| 音挿入    | 먹으며 モグミョ      | 알며 アルミョ      | 보며 ポミョ      | 가며 カミョ      | 쓰며 スミョ      | 語尾は母音語幹に対してはそのまま結合するが、子音語幹と結合するときはそのまま結合するものと、媒介音が挿入（epenthesis）されるものがある。挿入される音はほとんどが母音으（ウ）と決まっているが、特殊なものでは습/ㅂ니다の스ように子音sが伴うものもある。また音挿入のないㄴ(n)で始まる語尾の前では語幹の末子音が鼻音化する。なおㄹ語幹の場合はこの規則に当てはまらず、そのまま結合して으も挿入されない。さらにㅅ(s), ㅂ(p), ㄴ(n), 오(o)で始まる語尾の前ではㄹが脱落する。 |
| 音挿入    | 먹으니 モグニ        | 아니 アニ          | 보니 ポニ        | 가니 カニ        | 쓰니 スニ        | 語尾は母音語幹に対してはそのまま結合するが、子音語幹と結合するときはそのまま結合するものと、媒介音が挿入（epenthesis）されるものがある。挿入される音はほとんどが母音으（ウ）と決まっているが、特殊なものでは습/ㅂ니다の스ように子音sが伴うものもある。また音挿入のないㄴ(n)で始まる語尾の前では語幹の末子音が鼻音化する。なおㄹ語幹の場合はこの規則に当てはまらず、そのまま結合して으も挿入されない。さらにㅅ(s), ㅂ(p), ㄴ(n), 오(o)で始まる語尾の前ではㄹが脱落する。 |
| 어/아交替 | 먹어서 モゴソ        | 알아서 アラソ      | 보아서 ポアソ    | 가서 カソ        | 써서 ソソ        | 母音어（オ）か아（ア）で始まる語尾は、どちらかを選択して結合することになるが、それは語幹の最終音節の母音との母音調和によって決まっている。 *ㅏ（ア）・ㅗ（オ）→아 *その他→어 ただし、「하다」（する）という語においては여になる。 またこれらの語尾が母音語幹と結合する際には規則的な脱落現象が起こる。幹母音に同音が後続する場合は同音脱落し（ㅏ+아→ㅏ, ㅓ+어→ㅓ, ㅕ+어→ㅕ）、으である場合は、幹母音の으が脱落する。また口語においてはその他の母音でも1音節に縮約される現象が起こり（ㅣ+어→ㅕ、ㅗ+아→ㅘ、ㅜ+어→ㅝ、ㅚ+어→ㅙ・ㅔ+어→ㅔ、ㅐ+어→ㅐ）、不規則用言の「하여」は해と縮約される。 |

### 先語末語尾
先語末語尾とは、それだけでは語を完結させず、かならず語末語尾を後続させる語尾のことをいう。代表的な先語末語尾には以下のようなものがある。
| 語尾             | 時制 | 相             | 法               | 例語           | 特徴 |
| ---------------- | ---- | -------------- | ---------------- | -------------- | --- |
| -는/ㄴ- -neun/n- | 現在 | 進行相・持続相 | 直説法           | 받는다, 간다   | 動詞にのみ使われ、子音幹動詞には-는-が、ㄹ幹・母音幹動詞には-ㄴ-が使われる。日本語の「る」に相当するが、「る」が語末に置かれるに対し、語中に置かれている。この語尾に後続するのは-다や-다오といった語尾だけであり、他の語尾は時制先語末語尾をとらないことで現在を表す。 |
| -었/았- -eot/at- | 過去 | 完了相         | 完結法           | 받았다, 갔다   | 過去を表す。日本語の「た」に相当するが、「た」が語末に置かれるのに対し、語中に置かれている。 |
| -더- -deo-       | 過去 | 未完了相       | 回想法（経験法） | 받더라, 가더라 | -라, -냐, -군といった終結語尾や-니, -라면, -라도, -니만큼といった非終結語尾が後続する。 |
| -겠- -get-       | 未来 | 予定相         | 推測法（推定法） | 받겠다, 가겠다 | 意志や推測などを表す。 |

| 語尾          | 待遇         | 例語               | 特徴 |
| ------------- | ------------ | ------------------ | --- |
| -(으)시- -si- | 主体敬語     | 받으시고, 가신다   | 主体を高める表現する主体敬語の語尾。日本語の尊敬語「お～になる」「れる・られる」に相当する。 |
| -ㅂ- -p-      | ハシプシオ体 | 받습니다, 가십시오 | 聞き手を高める対者敬語（丁寧語）の文体であるハシプシオ体を構成する語尾。日本語の「です・ます」に相当するものを形成する。後続する語尾が固定的で自由度の高くない膠着的先語末語尾であり、終結語尾の一部として分離して扱われない。子音語幹の前では먹습니다, 먹습니까, 먹습디다のように스が挿入されるものが多いが、먹읍시다のように으が挿入されるのが普通の語尾もある。この語尾は古語では客体敬語（動作を受ける人物を高める謙譲語）を表すものであったが、近代になってその機能を失って聞き手を高める対者敬語となり、もともと対者敬語を表した나이다, 나이까, 사이다などと結合して現在の形となった。 |

なお被動（受動）や使動（使役）を表す-이-, -히-, -기-, -리-などを先語末語尾と見なす立場もあるが、学校文法では語幹に含まれる接辞としている。

### 語末語尾
語末語尾とはそれ以上語尾を後続させず、語の形態を完成させる語尾をいう。文が言い切られるか、継続するかによって、終結語尾と非終結語尾（連結語尾・転成語尾）に分けられる。

#### 終結語尾
その活用語が文全体の述語となり、その文を完成させて言い切りの形態（終結形）を作る語尾を終結語尾という。終結形の多くは話者の態度を表すモダリティ表現であるため、その文法的意味に応じて平叙形・感嘆形・疑問形・命令形・勧誘形に分けられている。また、これらの語尾によって文全体の性格も決定づけられるため、文も終結形に応じて平叙文・感嘆文・疑問文・命令文・勧誘文に分類される。
- 平叙形 - -다, -네, -(으)오, -(스)ㅂ니다…
- 感嘆形 - -(는)구나, -(는)구려…
- 疑問形 - -(느)냐, -는가, -나, -(으)오, -(스)ㅂ니까…
- 命令形 - -어라, -게, -(으)오, -(으)ㅂ시오…
- 勧誘形 - -자, -세, -(으)ㅂ시다…

なおモダリティ表現を表す形式はこれらの活用形以外に補助用言や依存名詞などがあり、いずれも平叙形語尾によって結ばれる。また平叙形語尾自体にも約束を表す-(으)ㄹ게や確認の-(으)렷다などがあり、平叙文はいくつかのモダリティ形式を含んでいることになる。
またこれらの終結語尾はモダリティ表現ばかりでなく、対者待遇表現をも表している。つまり、同じ文法的意味の終結形であっても聞き手との関係や発話場面の違いによって異なる終結語尾が選択することになる。これは日本語で「する」「しよう」といった常体と「します」「しましょう」といった敬体に分けられるのと同様であるが、日本語では常体と敬体の大きく2種類であるのに対し、朝鮮語では7種類に分けられている。これについては下記の対者敬語を参照のこと。
日本語と比較してみると、日本語では自然下降調の抑揚で時制語尾で終われば平叙文、時制語尾を上昇調で終わるか時制語尾に「か」をつけることで疑問文になるが、朝鮮語で時制は先語末語尾として先行する要素となっており、叙述を表す語尾、疑問を表す語尾がそれぞれ用意されている。ただし、非格式体では同じ語尾で表され抑揚によって区別されるが、やはり時制語尾は先行要素である。
また日本語では{mas-}という対者待遇表現は{-u}や{-ta}という時制や{-yo:}という勧誘のモダリティ表現よりも先行し、常体においては{mas-}が付かないことで対者待遇を表している。一方で朝鮮語では格式体と非格式体でその形式が異なっており、対者待遇が4種類ある格式体では、省略といった方法はなされず、各終結語尾ごとに対者待遇のレベルを含むことで表現される。一方、対者待遇が2種類の非格式体では日本語同様、省略するかつけるかで表されるが、その対者待遇を表す요{-yo}は文の最後に置かれる。

#### 連結語尾
連結語尾は並列節や従属節を構成して主節と結んだり、補助用言と結ぶ語形を作る語尾のこと。この活用形では文を完結させることはできず、必ず語や節が後続する。
- 対等的連結語尾 - 後続する節と対等的に結ぶ並列節を構成する語尾。
  - 並列 - -고, -(으)며
  - 逆接 - (으)나, -지만
- 従属的連結語尾 - 後続する節と従属的関係にある従属節を構成する語尾。
  - 原因・理由 - -어/아서, -(으)니까
  - 譲歩 - -어/아도, -더라도, -든지, -(으)ㄴ들
  - 目的・意図 - -(으)러, -(으)려고
  - 到達目標 - -게, -도록
  - 必然・当為 - -어/아야
  - 比喩 - -듯
- 補助的連結語尾 - 本用言と補助用言を結合して1つの述語とする語尾。意味の中心は本用言である前の用言にある。なお、この場合、先語末語尾は補助用言の語幹につけられる。
  - -어/아, -고, -게, -지

| 分類 | 補助動詞                                                                    |
| ---- | --------------------------------------------------------------------------- |
| 否定 | -지 아니하다(않다) (～しない), -지 말다 (～するな), -지 못하다 (～できない) |
| 進行 | -고 있다 (～している), -어/아 가다 (～していく), -어/아 오다 (～してくる)   |
| 授受 | -어/아 주다 (～してあげる/くれる), -어/아 드리다 (～してさしあげる)         |
| 被動 | -어/아 지다, -게 되다 (～くなる・～するようになる)                          |
| 使動 | -게 하다, -게 만들다 (～くする・～するようにする)                           |
| 終結 | -어/아 버리다 (～してしまう), -어/아 내다 (～しきる), -고 나다 (～し終える) |
| 準備 | -어/아 두다, -어/아 놓다 (～しておく)                                       |
| 試行 | -어/아 보다 (～してみる)                                                    |
| 外観 | -어/아 보이다 (～そうだ)                                                    |
| 分類 | 補助形容詞                                                                  |
| 否定 | -지 아니하다(않다) (～くない), -지 못하다 (～くならない)                    |
| 状態 | -어/아 있다 (～している)                                                    |
| 希望 | -고 싶다 (～したい)                                                         |
| 推測 | -는가/-(으)ㄴ가 보다 (～みたいだ)                                           |

#### 転成語尾
転成語尾は、活用語や活用語を含む節が文のなかで他の品詞のように機能させる語末語尾である。その対応する品詞の機能に応じて名詞形語尾・冠形詞形語尾・副詞形語尾に分類される。
- 名詞形語尾 - 名詞節（補足節）を導く語尾。文章の中で名詞のように主語や目的語となる。-(으)ㅁ, -기。なお名詞節を形成するのは名詞形語尾ばかりではなく、形式名詞の것（「の、こと」に相当する）に連体修飾することでも作られる。
- 冠形詞形語尾 - 名詞修飾節を形成する語尾。文章のなかで冠形詞（連体詞）のように名詞を修飾する。日本語文法の連体形に相当するが、日本語（現代語）で連体形と終止形が同じ語形であるのに対し、朝鮮語においては異なる語尾が使われている。また名詞修飾に際しては必ず時制が区別され、現在・過去・過去回想・未来の4種類の語尾がある。

| 時制       | 相       | 動詞    | 形容詞  | 例文                                                 |
| ---------- | -------- | ------- | ------- | ---------------------------------------------------- |
| 現在       | 進行相   | -는     | -(으)ㄴ | 먹는 밥 (食べているご飯), 예쁜 꽃 (きれいな花)       |
| 過去       | 完了相   | -(으)ㄴ | -던     | 먹은 밥 (食べたご飯), 예쁘던 꽃 (きれいだった花)     |
| 過去(回想) | 未完了相 | -던     | -던     | 먹던 밥 (食べていたご飯), 예쁘던 꽃 (きれいだった花) |
| 未来(推測) | 予定相   | -(으)ㄹ | -(으)ㄹ | 먹을 밥 (食べるご飯), 예쁠 꽃 (きれいな花)           |
なお過去回想の-던はそれ自体では未完了相を表すので、完了した過去を回想するには時制先語末語尾の-었/았-の後に接続して、먹었던 밥 (食べたご飯)のように表現される。
- 副詞形語尾 - -게のように形容詞が述語としての機能を失い、連用修飾語すなわち副詞として機能する語形を作る語尾。それに加えて上記の連結語尾など統語論的な観点から語順として用言に連なる語尾すべてをいう場合もある。

## 敬語
朝鮮語には、日本語同様、話し手と聞き手や話題中の人物との関係を言語形式によって表す敬語が存在する。朝鮮語は、文章の主題と聴衆の両方と話者または作家の関係を反映しているが朝鮮語の文法では広範な敬語システムを使用して、話者と文の主題との関係を反映し、話者のレベルと聴衆との関係を反映。 元々、敬語は話者間の社会的地位の違いを表明するが現代の韓国文化では、敬語は、話し手と聞き手の間の親密度のレベルに基づいて、公式と非公式のスピーチを区別するために使用される（ 登録 ）。なお韓国の学校文法では文法カテゴリーとしての敬語を「높임법」（ノピムポプ、高めることに関する法）と呼んでいる。「高める」とあるが、対象を低める表現も扱っており、広く待遇表現に相当する。以下、これを「敬語」と訳して話を進める。
現代の韓国と北朝鮮では、非常に親密な場合を除き、相手が生まれた年度が自分が生まれた年度より1歳以上高いか、同じか低いときに応じて敬語を使うかどうかが変わる。 しかし、一部を中心に少ない年齢差で敬語を使用するかどうかを区別することに不合理さを感じ、少ない年齢差内で親密感に応じて敬語を使用するかどうかを区別しようとしている。 しかし、その一部の影響力が微弱だ。 そして、敬語の使用可否とは無関係に生まれた年度が1年以上差が出れば、いくら親しい人もお互い友達だとは思わない。  しばしば韓国と北朝鮮が日本より儒教の影響を多く受けて生じた慣習として知られているが、事実ではない。 李氏朝鮮の時代までは朝鮮半島では現代とは違って年齢を厳しく問わなかったため、わずかな年齢差以内で友達を作る文化だった。 現代の韓国と北朝鮮の年齢序列慣習は、日本の支配によって影響を受けたものだ。 1945年以前の日本は軍隊や学校を厳格な期数制で運営し、年齢による序列や年功序列が今よりも厳格だった。 こうした日本軍の期数制の要素が韓国と北朝鮮社会に多くの影響を与えることになった。 1945年以降の日本社会では、日本軍の解体と文民政府の設立によりこのような序列文化が多く弱まったが、韓国と北朝鮮は、その後に独裁政権の影響によって日本軍の要素が社会のあちこちに染み込んだことになったのだ。 そのため、韓国と北朝鮮では他の国々とは異なり、年齢を頻繁に問うのが一般的だ。

### 対者敬語
対者敬語（상대높임법）は、話し手が特定の終結語尾（文の言い切りの形を作る語尾）を使うことによって聞き手を高めたり、低めたりする文法範疇である。日本語文法の常体・敬体（丁寧語）に相当するものを総合している。聞き手との年齢差や社会的地位の差、会話している場面などに応じて異なる語尾が使われる。
公の場面などで使われる格式体と、ラフな会話で使われる非格式体に分けられるが、格式体に4つのレベル（ヘラ体・ハゲ体・ハオ体・ハシプシオ体）、非格式体に2つのレベル（ヘ体・ヘヨ体）が存在する。格式体において目上に使えるのはハシプシオ体だけであり、中間の2体は目下の聞き手を丁重に扱う表現である。格式体ではそれぞれ全く異なる語尾が使われるのに対し、非格式体の語尾は共通しており、ヘ体の語尾に요（ヨ）を接続するだけで目上として高める表現となる。また敬語ではないが、中和体（ハラ体）という文体もあり、例えば本や雑誌などで不特定の対象を聞き手（読み手）とし、相手を高めるのでも低めるのでもなく、中和していることを表すために設けられたものである。
これらの終結語尾の例を文体ごとにまとめると以下のようになるが、その文体名は「하다」（「する」などに相当）の各命令形によって命名されている。ネイティブ以外の者にとってこれらを正確に使い分けるのはなかなか難しいので、初学者はハシプシオ体で通した方が無難であろう。
|          |              | レベル       | 平叙形      | 感嘆形          | 疑問形                                | 命令形                         | 勧誘形                  |
| -------- | ------------ | ------------ | ----------- | --------------- | ------------------------------------- | ------------------------------ | ----------------------- |
| 格式体   | ヘラ体       | とても低める | -다         | -구나, -어라    | -(느)냐, -(으)냐, -니, -지            | -어/아라                       | -자                     |
| 格式体   | ハゲ体       | 少し低める   | -네         | -구먼           | -는가, -(으)ㄴ가, -나                 | -게                            | -세                     |
| 格式体   | ハオ体       | 少し高める   | -(으)오/소  | -구려           | -(으)오/소                            | -(으)오/소                     | -(으)ㅂ시다             |
| 格式体   | ハシプシオ体 | とても高める | -(스)ㅂ니다 |                 | -(스)ㅂ니까                           | -(으)ㅂ시오, -(으)십시오       | -(으)시지요             |
| 非格式体 | ヘ体         | 広く低める   | -어/아, -지 | -어/아, -군     | -어/아, -지, -냐, -니, -디, -(으)ㄹ까 | -어/아, -지                    | -어/아, -지             |
| 非格式体 | ヘヨ体       | 広く高める   | -어/아요    | -어/아요, -군요 | -어/아요                              | -어/아요, -지요, -시지요/-시죠 | -어/아요, -시지요/-시죠 |
| 中和体   | ハラ体       | -            | -다         | -다             | -(으)냐                               | -(으)라                        | -자                     |

- 格式体- 硬く直線的な表現。公の場など格式を改めて話すときに使われる。日常会話のなかで使うと聞き手に固い印象を与え、心理的距離感を与える。
  - ヘラ体(해라체) - 聞き手を目下として低く扱ったり、同等として高めない表現。下称。
  - ハゲ体(하게체) - ある程度年齢や社会的地位のある聞き手を目下として少し低く扱ったり、同等として高めない表現。等称。逆に言えば、聞き手の社会的な立場を認め、子供扱いしない表現である。壮年層で使われる。
  - ハオ体(하오체) - 目下や同等として低めて扱うことのできる聞き手を格式を改めて自分と同格まで高める表現。中称。文語的であり、日常会話ではあまり使われない。
  - ハシプシオ体(하십시오체) - 聞き手を目上として高める表現。命令形では動作の主体が聞き手であるので、主体敬語の-(으)시-{-si-}と一緒に使われ、(으)십시오となる。このため、かつてはハプショ体（합쇼체、합시오の略）と呼ばれていたが、7次学校文法からハシプシオ体に改められた。また勧誘形の-(으)ㅂ시다は語形態上では、ここに分類されるが、その使用状況からハオ体に分類され、-(으)시지요をハシプシオ体としている。
- 非格式体 - 柔らかく感情的な表現。くだけた場面で使われ、聞き手への心理的な距離感を解消する機能をもっている。反面、格式を改めなければならない場面で使うと、礼儀知らずといった印象を与えることになる。聞き手との関係ではレベルを広く包括しており、年齢や地位が下であったとしても目上として丁重に扱うこともできる。
  - ヘ体(해체) - 広く聞き手を目下・同等として扱う表現。略待。
  - ヘヨ体(해요체) - 広く聞き手を目上として扱う表現。略待上称。なお学校文法では요(ヨ)を語尾とせず、用言の活用形に付くことのできる特別な助詞として分類している。なお主体敬語の-(으)시-{-si-}や語幹が시で終わる用言に-어/아で始まる語尾と結合すると셔となるが、これらの語尾では세요となるのが普通である。
- 中和体 - 聞き手を特定しない一般的発話状況における文体。相手を高めているわけでも低めているわけでもなく、中和している。本や雑誌、新聞といった印刷媒体で主に使われる。印刷媒体に特有なのは情報発信時と情報受信時に時間的な差があり、発話者と直接対面して得られない間接的な情報であるためである。同様の理屈でこの文体の語尾は間接引用節を導く助詞にも用いられる。
  - ハラ体(하라체) - ヘラ体語尾が多く使われているが、命令形語尾は-(으)라{-ra}という独自の語尾である。

### 主体敬語
主体敬語（주체높임법）は話し手が文の主体となる話題中の人物を高める文法カテゴリーをいい、語幹に先語末語尾-(으)시-{-si-}を後続させることで表される。日本語文法の尊敬語「お～になる」「～れる・られる」に相当する。このとき-시-が付けられるのに呼応して、主格助詞（日本語の「が」に相当）が-이/가{-i/ga}が께서{-ggeseo}（目上にのみ使う主格助詞）に替えられたり、呼称に-님{-nim}（日本語の「様」に相当。ただし、人名に直接はつけられず必ずその肩書きにつく。家族呼称以外に先生、社長、理事、監督、作家、弁護士、検事、牧師、将軍、大元帥…など適用範囲が広い）が付けられることがある。
またいくつかの語彙では特別な語形（補充形）が使われる。例えば、
- 자다（寝る）→주무시다（お休みになる）
- 있다（いる）→계시다（いらっしゃる）
- 죽다（死ぬ）→돌아가시다（お亡くなりになる）

なお日本語においては自分の身内について語る時には尊敬語が使われない（相対敬語）のが普通であるが、朝鮮語においてはウチ・ソトの区別なく使用される（絶対敬語）。

### 客体敬語
客体敬語（객체높임법）は動作の受け手、すなわち目的語などで示される話題中の人物を高める文法カテゴリーをいう。日本語文法の謙譲語に相当する。これを表す語尾はなく、いくつかの特定の語彙によってのみ示される。
- 주다（与える、あげる）→드리다（さしあげる）
- 데리다（連れる）→모시다（お連れする）
- 묻다（問う）→여쭙다（お伺いする）

主体敬語同様、自分の身内について語る際にも使われる。
なお中期朝鮮語には客体敬語を表す語尾があったが、近代になって聞き手を高める対者敬語を表す語尾に変化した。現在の-(으)옵-, -사옵-, -자옵-といった先語末語尾やハシプシオ体語尾の-(스)ㅂ-がその名残である。
地位に優れた人物について話す場合、話者または作家は、特別な名詞または動詞の語尾を使用して、対象の優越性を示す。 一般に、年上の親,、おおよそ同じかそれ以上の年齢の見知らぬ人、雇用主、教師、顧客などの場合、誰かが地位に優れており彼または彼女が若い見知らぬ人、学生、従業員などである場合、誰かが平等または劣っているさい使用する形式と予想される形式の違いの程度に応じて、誤った発話レベルまたはディクショナリの使用は恥と見なされる可能性がある。
敬語を使用する1つの方法は、通常の名詞の代わりに特別な「敬称」名詞を使用することで一般的な例は、使用している진 지代わりに（ 金鶏 ） 밥 「食品」の（BAP）。 多くの場合、敬語は親relativeを指すために使用され、敬語の接尾辞-님 （ -nim ）は、多くの親族関係用語に付けられ、敬意を表す。したがって、誰かが自分の祖母を할머니 （ halmeoni ）と呼び、他の誰かの祖母を할머님 （ halmeonim ）と呼ぶ場合がある。
| 基本名詞 | 敬語     | 日本語訳       |
| -------- | -------- | -------------- |
| 할아버지 | 할아버님 | 父方お祖父さん |
| 할머니   | 할머님   | 父方の祖母     |
| 아버지   | 아버님   | お父さん       |
| 어머니   | 어머님   | 母             |
| 형       | 형님     | 男性の兄       |
| 누나     | 누님     | 男性の姉       |
| 오빠     | 오라버니 | 女性の兄       |
| 언니     | なし     | 女性の姉       |
| 아들     | 아드님   | 息子           |
| 딸       | 따님     | 娘             |

すべての動詞および形容詞は、- 시 - （-si-）または- 으 시 - （-eusi-）後の幹及び終了する前に挿入辞を追加することによって敬語形式に変換することができる。したがって、가다 （ gada、"to go"）は가시다 （ gasida ）になります。 いくつかの動詞には、補足的な敬称形式がある。
| 基本動詞/形容詞 | 規則的な敬語 | 日本語訳     |
| --------------- | ------------ | ------------ |
| 가다            | 가시다       | 行く         |
| 받다            | 받으시다     | 「受け取る」 |
| 작다            | 작으시다     | 小さい       |
| 基本動詞/形容詞 | 不規則な敬語 | 日本語訳     |
| 있다            | 계시다       | することが   |
| 마시다          | 드시다       | 飲む         |
| 먹다            | 드시다       | 食べる       |
| 먹다            | 잡수시다     | 食べる       |
| 자다            | 주무시다     | 寝るため     |
| 배고프다        | 시장하시다   | お腹がすく   |

少数の動詞は、話者が丁寧な状況で言及しているときに使用される補足的な謙虚な形をしている。 これらには、리다 （ juda、"give"）の드리다 （ deurida ）および올리다 （ ollida ）が含まれます。後者はとして使用される場合드 리 다 （deurida）は 주 다 （ ユダ ）を代入する助動詞 올 리 다 「オファー」の意味で주 다 （ ユダ ）のために使用される（ollidaは、文字通り「上げる」）。
韓国での代名詞は丁寧同等の独自のセットを持っている（例えば、저 （jeoが ）の謙虚な形で나 （ ナ、「I」）と저 희 （jeohui）の謙虚な形で우 리 （URI、「私たち」））。 ただし、朝鮮語は代名詞なしで一貫した構文を可能にし、事実上朝鮮語をいわゆるプロドロップ言語 になる。したがって、韓国人は通常、特に敬称形式を使用する場合、二人称単数代名詞の使用を避け、礼儀正しさを維持するために、サードパーソン代名詞も時々回避されるが 敬語の너 （ neo、単数の "you"）は당신 （ dangsin、文字通り "friend"または "dear"）の用語は、2つの社会的文脈における形式としてのみ、夫婦 または見知らぬ人間どうしで皮肉な意味で使用され、他の単語は通常、可能な場合は置換される（たとえば、人の名前、親族用語、職業上の肩書き、複数形の여러분(ヨロブン) はまったく意味がなく、代わりに意味を提供する文脈に依存）。

### -a/-ya
朝鮮語には、取り組まれている人（動物、オブジェクトなど）を文法的に識別する呼格ケースマーカーがあり、文法上のあいまいさを排除しています。-aまたは-ya （ ハングル ：아、야）は、名前の最後に使用されるカジュアルなタイトルで性別だけではなく名前が子音で終わる場合-aが使用される（例 名前が母音で終わる場合屋が使用されている（例えば-ながらChangsub- 창 섭 아 ）、 Jihye屋 지 혜 야 ）。-a / -yaは親しい友人とお互いに精通している人々の間でのみ使用され、見知らぬ人や遠い知り合いの間で使用することは非常に失礼と見なされる。大人や親が幼い子供たちのためにそれを使用することができ、かつ同等の社会的地位を持つものはお互いにそれを使用するかもしれないが、若い人は使用しないかまたは- yaは自分より年上の人に向けて - yaは/ aが水平方向にのみまたは下に階層的に使用されている。 中朝には呼格の3つのクラスがあったが、実際には-아/-야だけが日常生活に残っている。-여/-이여は文学と古風な表現でのみ使用され、-하は完全に削除された。 詳細については、韓国の呼応事例を参照。

### -ssi
-ssi （씨、氏）は、音声レベルがほぼ等しい人々の間で最も一般的に使用される敬語です。 「 ジョンウォンウssi 」 （전원우씨）などのフルネームの最後に付けられるかまたは、スピーカーがより馴染みのある場合は、単にファーストネーム「ウォンssi 」 （원우씨）の後に付けられます。誰かと。 姓に-ssiを追加する。たとえば、'' Jeon-ssi '' （전씨）は、話者が自分が話している人よりも社会的地位が高いと考えていることを示すため、かなり失礼な場合がある。

### -nim
-nim（ ハングル ： 님 ）敬語の上記の最高の形である- SSI、それでも客、顧客、クライアント、および不慣れな人のための一般的敬語として使用される。-nimはまた、かなりの量のスキル、知性、知識などを持っていることで尊敬され賞賛されている人に使用され、自分よりも高いランクの人に使用される。 例には、家族（ eomeo-nim 어머님 ＆ abeo-nim 아버님）、教師（ seonsaeng-nim 선생님）、聖人（例：牧師– moksa-nim 목사님）、および神 （ haneu-nim 하느님/ hana-nim하나님）が含まれます。-nimは、手紙/電子メールおよび郵便小包の受取人の名前に従う。

### Seonbae-hubae
Seonbaeは （ 선 배、先輩）自分（に関連する数値を先輩に取り組むか、指導するために使用されるなど、学校で先輩、古い/より多くの経験豊富な選手、指導者、学界、ビジネス、仕事などで先輩 ）。 Doctorなどの英語のタイトルと同様に、Seonbaeは単独でもタイトルとしても使用でき、Hubae （후배、後輩）は、後輩を指すために使用される。

### -gun/-yang
-gun （군、君）は、未婚の若い男性のために、正式な行事（結婚式など）で適度に使用されるが、大人が若い男の子に話しかけるためにも使用される。-yang （양、孃 ）は、femaleに相当する女性で、若い女の子に対応するために使用される。 両方とも-ssiと同様の方法で使用され、名前全体または名のいずれかを単独で引き継ぐ。

### あまり一般的でない形式の敬称
| 朝鮮語表現         | 対応する日本語表現 | 使い方 |
| ------------------ | ------------------ | --- |
| 귀하               | 貴下               | 一般的に正式な手紙で見ることができ、多くの場合、会社からクライアントに対して使用される。大統領や政府高官や司教や大司教に取り組む際Gakha（ 각 하は、閣下）は通常、唯一の非常にフォーマルな場面で使用されている。 帝国日本への意味合いのため、最近はやや避けられる。 |
| 합하               | 閤下               | 王（大元郡）でなかった王の父、または皇太子の長男の演説に使用された。 |
| 저하               | 邸下               | 皇太子に演説するときにのみ使用された。 |
| 전하               | 殿下               | キングスの演説の際にのみ使用され、現在は主に枢機toの演説に使用されている。 |
| 폐하               | 陛下               | 皇帝に演説する場合にのみ使用された。 |
| 성하               | 聖下               | 教皇、総主教区、またはダライラマに対応するときに使用されます。 英語の「His Holiness」または「His Beatitude」に相当。 |
| 나리 または 나으리 |                    | 庶民によって使用された朝鮮王朝より高い地位の人ではなく下に参照するためにdaegam （監대 감、大）「閣下」の、英語と同等で韓国発祥。 |

### 相対的敬語
他の人について誰かに話すとき、あなたが言及している人とあなたが話している人との間の位置の相対的な差を計算する必要があり、これはapjonbeop 압존법（壓尊法）または「相対的敬語」として知られている。
たとえば、あなたと話している人があなたが言及している人よりも高い位置（年齢、役職など）である場合、その後の位置の助詞と動詞を変更する必要がある。「 부 장 님、이 과 장 님 께 서 는 지 금 자 리 에 안 계 십 니 다 （bujang NIM、I gwajang nimkkeseoのNeuN jigeum jarie gyeshimnida）」は、「部長、李課長は今席を外しております」を意味し、昇降太字の部分と両方があなたよりも高い位置にあるにもかかわらず、部長よりも高いマネージャーで、部長は、あなたが課長の地位を部長の上に上げたという事実に腹を立てることになる。 ほとんどの韓国人にも複雑なため、最初に入社した会社で働いている間にこれを完璧にする。